# أن-ماري
أن-ماري روز نيكولسون (Anne-Marie Rose Nicholson) (بالإنجليزية: Anne-Marie) من مواليد 7 أبريل 1991.هي مغنية وكاتبة أغاني بريطانية.
لها العديد من الاغاني الفردية على المخطط الفردي في المملكة المتحدة ومن ضمنها أغنية (نم يا صغيري) مع شون بول ضمن فرقة كلين بنديت وبلغت ذروتها في ذلك الوقت بالإضافة إلى «المنبه» «تشاو اديوس» "2002" «الاصدقاء» وقد اصدرت البومها الأول speak your mind في 27 أبريل عام 2018.

## حياتها المبكرة
ولدت في شرق تيليبوري في اسكس في حين ان والدها ولد في ايرلندا ووالدتها من اسكس.
مارست لعبة الكاراتيه عندما كانت في التاسعة من عمرها، وفازت ببطولة ذهبية مزدوجة في بطولة العالم لرابطة فوناكيوشي شوتوكان للكاراتيه 2002، والذهبية والفضية في بطولة العالم لبطولة فانتاكوشي شوتوكان كاراتيه 2007، والذهبية في بطولات المملكة المتحدة التقليدية للاتحاد الوطني للكاراتيه. وهي تدافع عن ذلك من خلال تعليمها «الانضباط والتركيز - كل شيء أحتاجه أساسًا لهذه المهنة»، ولكن الآن لا يتوفر لها الوقت لممارستها بشكل متكرر، بسبب أداء الالتزامات. دخلت أيضا كلية ثاروك ثوروك في سن المراهقة.

## من اعمالها

### الأغاني الفردية
- نم يا صغيري (Rockabye)
- الاصدقاء (Friends)
- المنبه (alarm)
- ثقيل (Heavy)
- تشاو آديوس (ciao adios)
- 2002
- لا تتركني لوحدي (dont leave me alone) مع دافيد غيتا
- أعد كتابة النجوم (rewrite the stars) مع جيمس أرثر
- عندما تكون شاب (to be young) مع دوجا كات

### الألبومات
- 2018 خاطب عقلك (Speak you mind)
- 2021 العلاج (Therapy)
- 2023 غير صحي (Unhealthy)

## روابط خارجية
- أن-ماري على موقع IMDb (الإنجليزية)
- أن-ماري على موقع ميوزك برينز (الإنجليزية)
- أن-ماري على موقع أول ميوزيك (الإنجليزية)
- أن-ماري على موقع ديسكوغز (الإنجليزية)
- أن-ماري على موقع ديسكوغز (الإنجليزية)
- أن-ماري على موقع قاعدة بيانات الفيلم (الإنجليزية)